# 張銓 (萬曆山西進士)
張銓（1577年—1621年），字宇衡，號見平，山西澤州沁水縣竇莊人。官監察御史，巡按遼東。遼陽為後金軍攻陷後，自縊殉國。

## 生平
萬曆二十五年（1597年）丁酉科舉人，三十二年（1604年）甲辰科進士，次年授任保定府推官，三十八年考选，四十年升浙江道御史；巡視陝西茶馬，以服喪歸鄉，四十六年改巡按江西，四十八年巡按辽东。
任巡按守遼陽，被圍，遼東經略袁應泰令退保河西，張銓认为为臣者“岂有城破身存之理”，并仍然坚守城池。遼陽失守後，袁應泰自焚死，張銓為清兵所俘，見清統領不跪。天启元年（1621年）八月二十二日，不屈，遙拜父母，自缢。

## 身后
張銓与高邦佐、何廷魁都是山西人，朝廷下诏於京師宣武门外建造祠堂，命名“三忠”。

## 著作
著有《皇明國史紀聞》十二卷、《春來集》。

## 家族
曾祖父張謙光；祖父張宦。張銓父亲張五典，萬曆二十年進士，历任太僕寺卿、南京大理寺卿，后诏书以張銓事加官，赠兵部尚書、太子太保。当时由于各地寇乱很多，張五典在其家乡竇莊铸建城堡，非常坚固。崇禎四年，流寇到竇莊，当时張五典已经去世，只有張銓妻霍氏在，众人劝其逃跑，霍氏则率众坚守。贼寇围困四昼夜后无法攻克而离开。副使王肇生称其城堡为“夫人城”，乡人也多以该城堡避寇难。